# 요하네스 슈투름

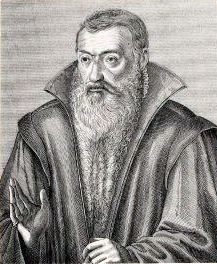

요하네스 슈투름(독일어: Johannes Sturm, 1507년 ~ 1589년)은 독일의 교육자이다. 스트라스부르그 대학교를 설립하였고 종교개혁가 장 칼뱅과도 친밀하게 지냈다.
그는 슐레이덴에서 태어났고 뢰번 대학교와 파리의 콜레주 드 프랑스에서 공부했다.

## 같이 보기
- 장 칼뱅